# Akletos
Akletos är ett fågelsläkte i familjen myrfåglar inom ordningen tättingar. Släktet omfattar endast två arter som förekommer i Amazonområdet i Sydamerika:
- Vitskuldrad myrfågel (A. schistaceus)
- Amahuacamyrfågel (A. schistaceus)

Tidigare placerades arterna i släktet Myrmeciza.